# Panel international sur les matières fissiles
Le Groupe international d'experts sur les matières fissiles (IPFM), créé en 2006, est un groupe d'experts nucléaires indépendants de 17 pays : Brésil, Canada, Chine, France, Allemagne, Inde, Iran, Japon, Mexique, Norvège, Pakistan, Corée du Sud, Russie, Afrique du Sud, Suède, Royaume-Uni et États-Unis. Il entend faire progresser les initiatives internationales visant à « sécuriser et à réduire fortement tous les stocks d'uranium hautement enrichi et de plutonium séparé, les matières essentielle des armes nucléaires, et à limiter toute nouvelle production »[réf. nécessaire].
Le groupe est coprésidé par Alexander Glaser et Zia Mian de l'université de Princeton et Tatsujiro Suzuki de l'université de Nagasaki, au Japon. Les autres membres incluent : Li Bin, José Goldemberg, Frank von Hippel, Pervez Hoodbhoy, Patricia Lewis, Abdul Hameed Nayyar, Seyed Hossein Mousavian, Ramamurti Rajaraman, MV Ramana et Mycle Schneider.
Le groupe d'experts produit un rapport annuel sur les matières fissiles dans le monde qui résume les nouvelles informations sur les stocks et la production de matières fissiles dans le monde, ainsi que des rapports de recherche périodiques.